# مارك ثوميه
مارك ثوميه (بالفرنسية: Marc Thomé)‏ هو لاعب كرة قدم لوكسمبورغي، ولد في 4 نوفمبر 1963. لعب مع FA Red Boys Differdange ‏.

## وصلات خارجية
- مارك ثوميه على موقع قاعدة بيانات كرة القدم.إي يو (الإنجليزية)
- مارك ثوميه على موقع ناشيونال فوتبول تيمز (الإنجليزية)
- مارك ثوميه على موقع عالم كرة القدم.نت (الإنجليزية)